# 开曼群岛立法议会
开曼群岛议会（英語：Legislative Assembly of the Cayman Islands）是英国海外领地开曼群岛的立法机关。立法议会实行一院制，由20名议员组成，包括18名民选议员和2名当然议员。每届议会任期4年。现任议长是朱莉安娜·奥康诺尔-康诺利。